# لنی ریفنشتال

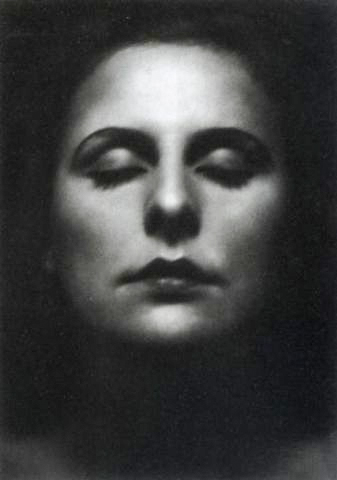
لنی ریفنشتال

هلن برتا امیلی ریفنشتال (به آلمانی: Helene Bertha Amalie Riefenstahl) ملقب به لنی ریفنشتال؛ (۲۲ اوت ۱۹۰۲ – ۸ سپتامبر ۲۰۰۳) کارگردان آلمانی همچنین تهیه‌کننده، فیلمنامه‌نویس، ویرایشگر، عکاس و بازیگر بود که به خاطر جنبه‌های زیبایی شناختی و ابداعاتش در فیلم‌سازی مشهور است. وی به دلیل ساخت آثاری که در خدمت پروپاگاندا در آلمان نازی بوده مورد انتقاد قرار گرفته است.

## زندگی
لنی ریفنشتال در ۱۹۰۲ به دنیا آمد و با نام هلن برتا امیلی غسل تعمید داده شد. او در خانواده‌ای موفق متولد شده بود؛ پدرش صاحب یک شرکت موفق گرمایش و تهویه بود و می‌خواست لنی هم راه او را در دنیای کسب و کار ادامه دهد. با این‌همه مادرش معتقد بود که آیندهٔ او در بازیگری است.
ریفنشتال اولین فیلمش را که نور آبی (به آلمانی: Das Blaue Licht) نام داشت در ۱۹۳۲ آماده کرد. او در این فیلم علاوه بر کارگردانی، تهیه‌کننده و بازیگر نیز بود. این فیلم مدال نقره فستیوال فیلم ونیز را از آن خود کرد. در این فیلم لنی نقش یک دختر روستایی را بازی می‌کرد که از یک غار در کوهی محافظت می‌کرد. این فیلم مورد توجه آدولف هیتلر قرار گرفت چراکه او اعتقاد داشت این فیلم، زن کامل آلمانی را به تصویر کشیده‌است.

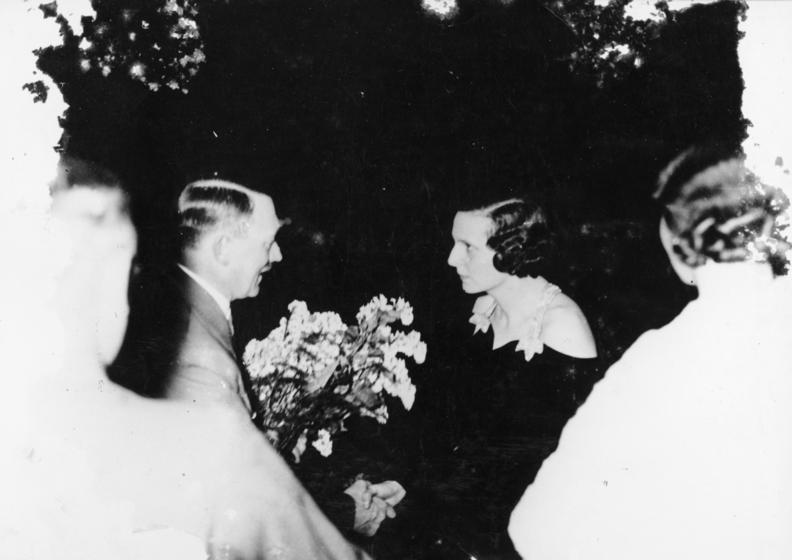
هیتلر در ۱۹۳۴ به ریفنشتال تبریک می‌گوید.

## پیروزی اراده

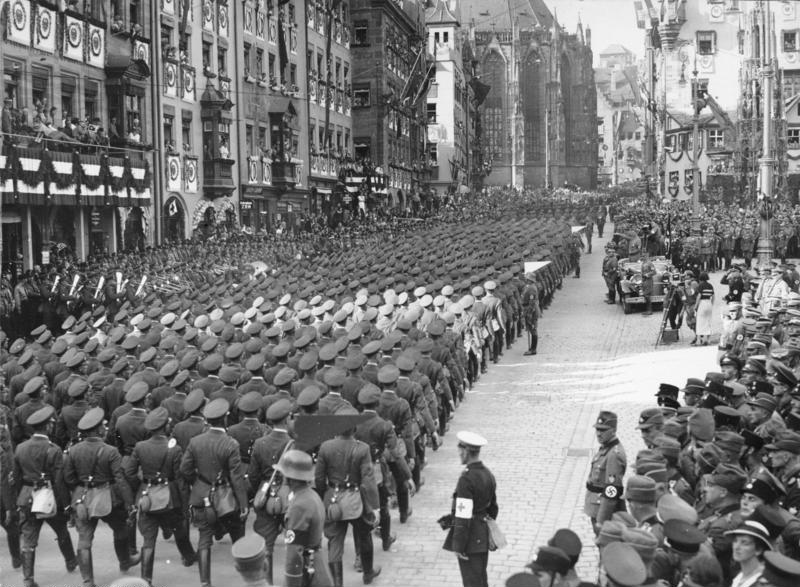
فیلم لنی ریفنشتال از صف آرایی حزب نازی در ۱۹۳۴ در نورنبرگ

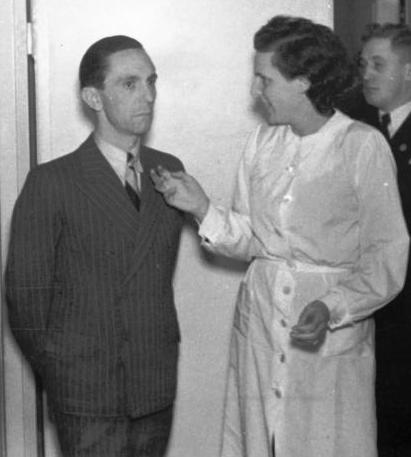
ریفنشتال با یوزف گوبلز ۱۹۳۷

مشهورترین فیلم او پیروزی اراده (به آلمانی: Triumph des Willens) است که فیلمی تبلیغاتی است و در سال ۱۹۳۴ دربارهٔ کنگرهٔ حزب نازی در نورنبرگ ساخته شده‌است. هرچند او به سبب دوستی صمیمی با آدولف هیتلر و یوزف گوبلز از امتیازهای بالایی در پیشگاه رایش سوم برخوردار بود، لیکن بعد از شکست آلمان در جنگ جهانی دوم فعالیت‌های حرفه‌ای او متوقف شد؛ یعنی همان زمان که او به خاطر حمایت از حزب نازی دستگیر ولی محکوم نشد.
پیروزی اراده به زودی برای او شهرت و آوازه‌ای جهانی آفرید. هرچند او تنها ۸ فیلم ساخته‌است اما دو فیلم از این تعداد فیلم، ورای آلمان قابل توجه بوده‌است. گرچه ارزش‌گذاری‌های تبلیغاتی کارهای ریفنشتال در دهه ۱۹۳۰ باعث رو گرداندن طیف وسیعی از منتقدین و مفسرین نسبت به آثار این کارگردان زن شده‌است، ولی بسیاری از تاریخ‌های سینِما به ذکر ویژگی‌ها و نقاط برجستهٔ آثار او پرداخته‌اند. مجله اکونومیست دراین باره این‌گونه نگاشته‌است که پیروزی اراده، شهرت ریفنشتال را به عنوان بزرگ‌ترین زن کارگردان قرن بیستم تثبیت کرده‌است.
در دهه ۱۹۷۰، لنی ریفنشتال مجموعه عکس‌های خویش از قبیله نوبا واقع در سودان را در چند مجلد از قبیل پایان نوبا منتشر کرد. او تا زمان مرگش در حال فعالیت بود آنچنان‌که در سال ۲۰۰۲ فیلم مستندی به نام خیال عمیق (به آلمانی: Impressionen unter Wasser) را منتشر کرد.

## پس از جنگ جهانی
زندگی طولانی ریفنشتال پس از پایان جنگ عجیب بود. او هیچگاه در هالیوود کاری پیدا نکرد. هرچند هیچگاه به عنوان یک نازی محکوم نشد و مرتب از کسانی که او را متهم کردند شکایت می‌کرد؛ ولی نتوانست لکه ننگ هیتلر را پاک کند. با وجودی که او یکی از فیلمسازهای بزرگ تاریخ تلقی می‌شود، فقط یک فیلم دیگر ساخت به نام «برداشت‌هایی در زیر آب» که در سال ۲۰۰۲ اکران شد. او یک سال بعد در سن ۱۰۱ سالگی درگذشت.
زندگی‌نامه‌نویس ریفنشتال در سال‌های اخیر به این نتیجه رسیده‌است که ارتباط این فیلمساز با هیتلر و گوبلز از آنچه او ادعا می‌کرد نزدیک‌تر بوده‌است؛ ولی اشتباه است که فیلم المپیاد را اساساً به عنوان یک فیلم تبلیغاتی آلمان نازی تقبیح کنیم. چنین نیست.
بعد از مرگش، آسوشیتد پرس او را این‌گونه معرفی می‌کند: «پیشتاز در تکنیک فیلم و عکس». روزنامه تگشپیل چاپ برلین با اشاره به اینکه «لنی ریفنشتال جایگاه خاصی را در سینما تصاحب کرده‌است» از او تجلیل می‌کند و بی‌بی‌سی بیان می‌دارد که فیلم‌های مستند او «که چون طوفان تگرگی در عرصه فیلم‌سازی بوده و استفاده از تکنیک‌های پیشتازی چون کرین، ترکینگ ریل آن هم به صورت همزمان، او را لایق ستایش می‌کند».

## بخشی از فیلمشناسی
از فیلم‌ها یا برنامه‌های تلویزیونی که وی در آن نقش داشته‌است می‌توان به آثار زیر اشاره کرد.
- نور آبی
- پیروزی اراده
- روز آزادی، ارتش ما
- پیروزی اراده
- المپیاد: جشن زیبایی
- المپیاد: جشن ملت‌ها
- سرزمین ژرف
- محموله سیاه
- ایمپرسیوننن اونتا واسا